# Chiến tranh Minh-Kotte
Chiến tranh Minh-Kotte là một cuộc xung đột quân sự giữa các lực lượng viễn chinh của nhà Minh Trung Quốc với vương quốc Kotte, xảy ra ở vùng lãnh thổ phía nam của Sri Lanka ngày nay. Cuộc xung đột này xảy ra khi các thuyền châu báu của Trung Quốc trở về Ceylon vào năm 1410 hoặc 1411. Nó dẫn đến việc lật đổ quốc vương Alakeshvara và ủng hộ Parakramabahu VI của triều đại trước đó.

## Bối cảnh
Tại Ceylon, vương quốc Kotte đã tiến hành một cuộc chiến chống lại vương quốc Jaffna. Trong cuộc chiến này, Alakeshvara giành được uy tín quân sự. Ông nhanh chóng nắm quyền và cai trị Kotte thông qua một vị vua bù nhìn từ triều đại hoàng gia trước đó, rồi chiếm đoạt ngai vàng của vương quốc. Là một phần trong chuyến thám hiểm Tây dương của nhà Minh, một hạm đội lớn do Đô đốc Trịnh Hòa lãnh đạo đã đến và thiết lập kiểm soát trên các tuyến đường biển quanh Ceylon và miền nam Ấn Độ. Alakeshvara đã có những hành động thù địch cũng như cướp phá đội tàu này trong vùng biển địa phương, đặt ra một mối đe dọa cho thương mại của nhà Minh.